# 訃報 2009年7月
訃報 2009年7月（ふほう 2009ねん7がつ）では、2009年7月中に物故した、又は物故が報じられた人物についてまとめる。

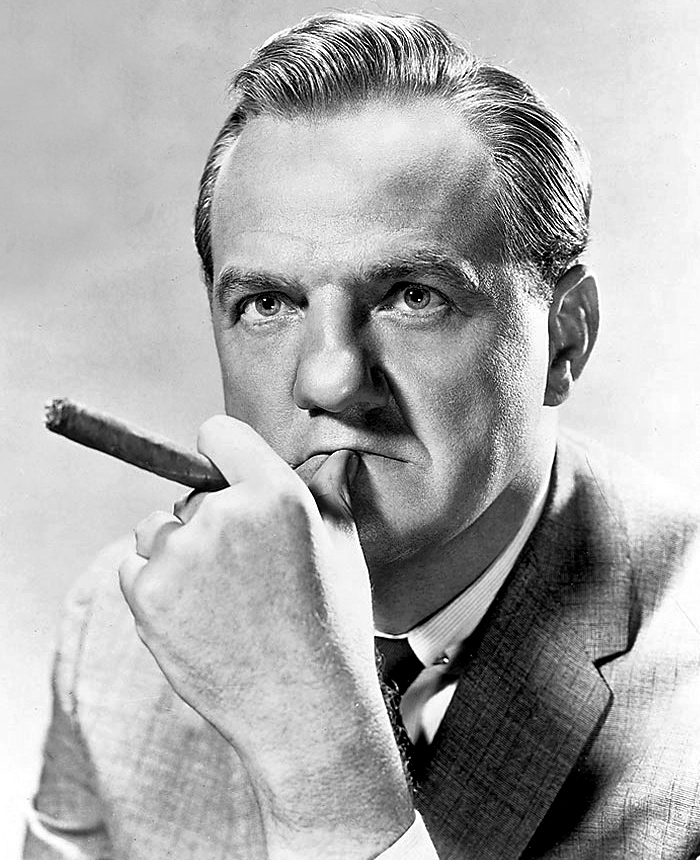
カール・マルデン／7月1日没

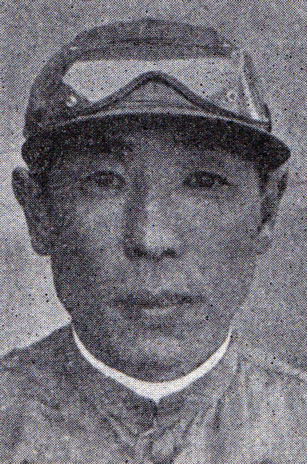
保田隆芳／7月1日没

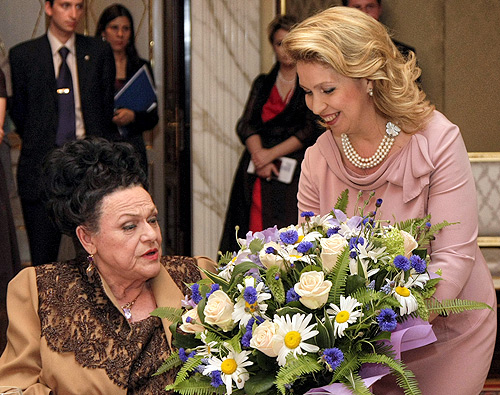
リュドミラ・ズィキナ（左）／7月1日没

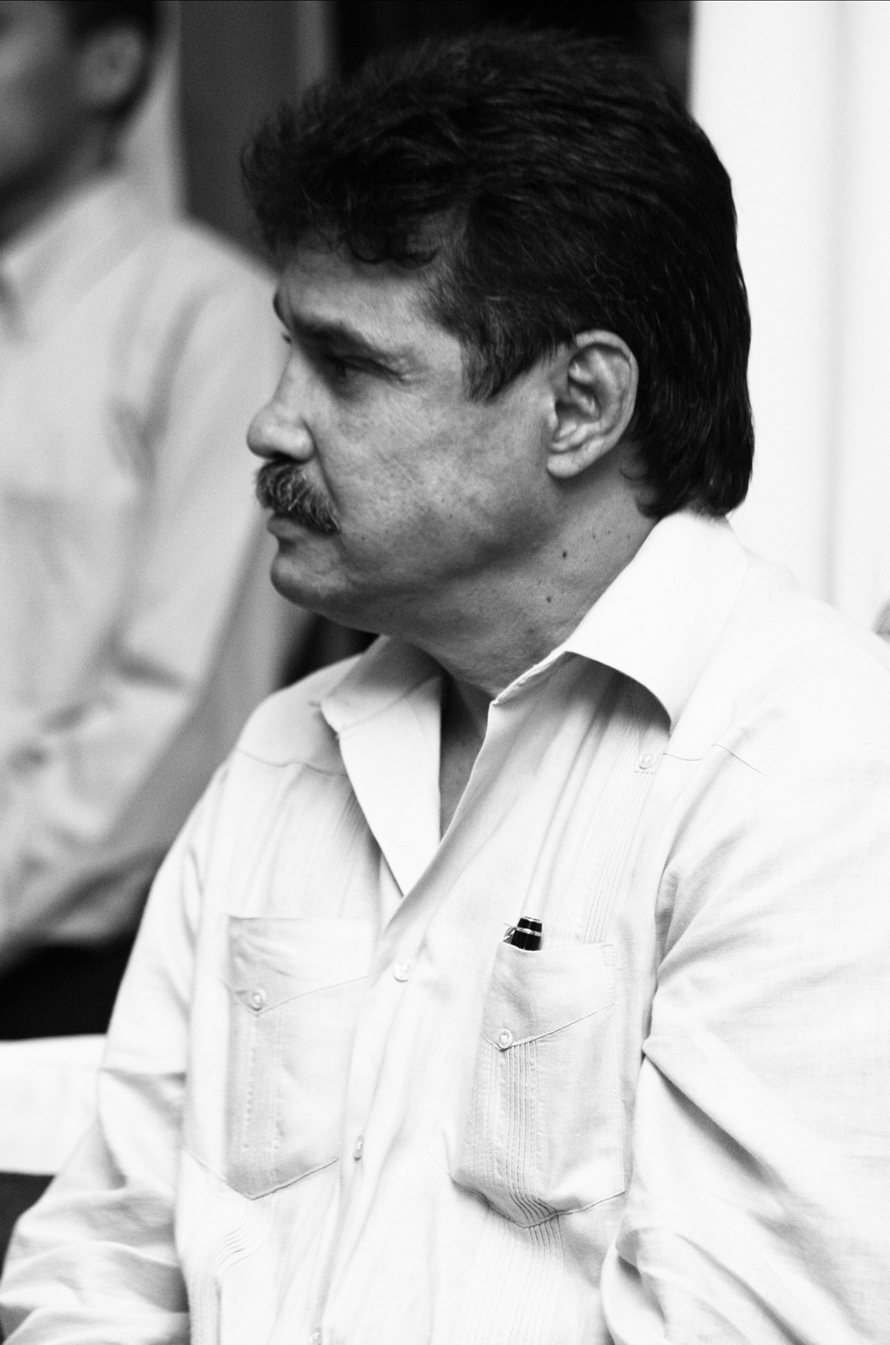
アレクシス・アルゲリョ／7月1日没

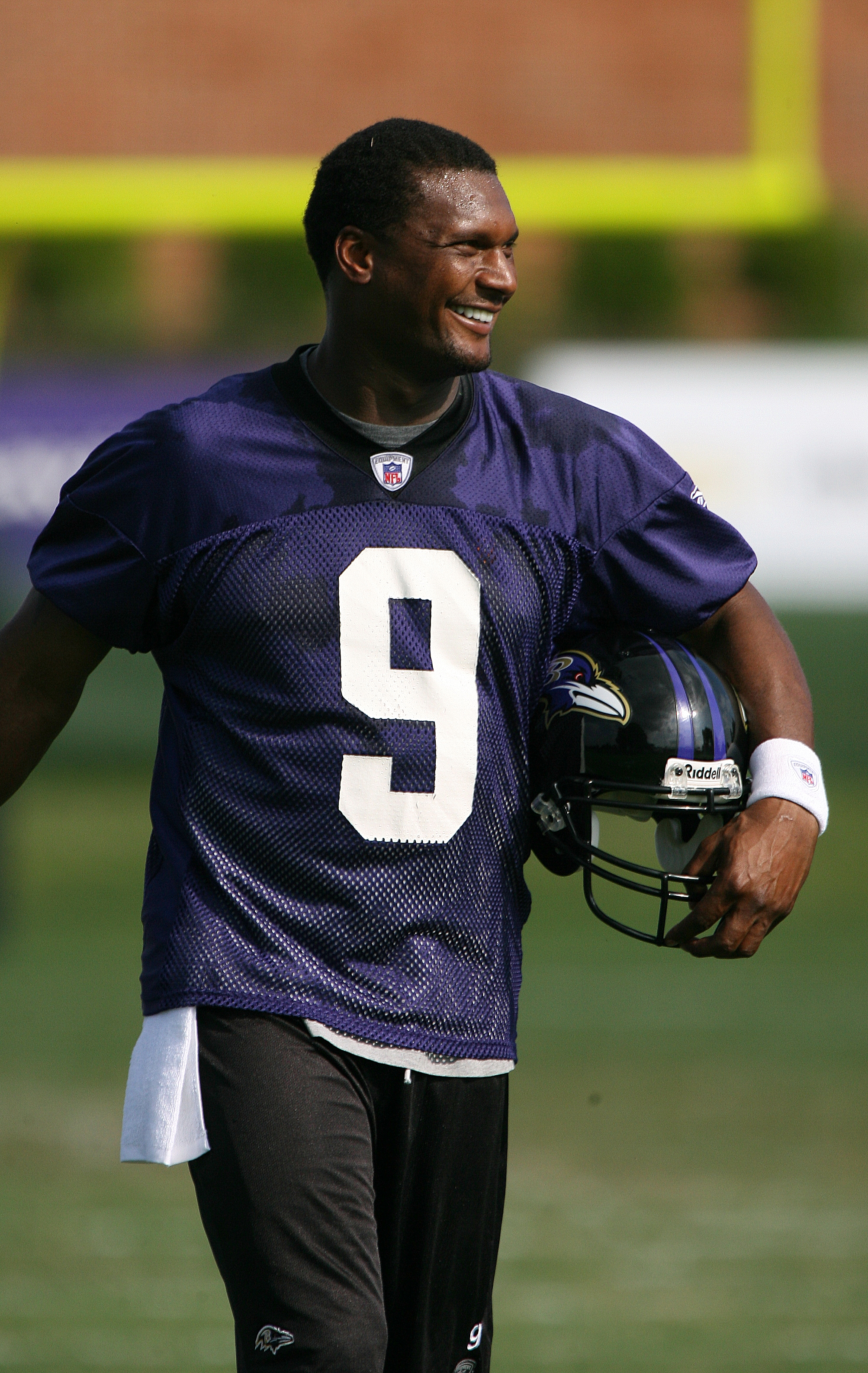
スティーブ・マクネア／7月4日没

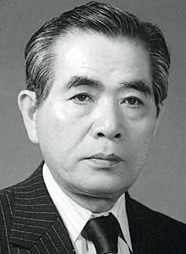
安田隆明／7月20日没

## （1日 - 15日）
- 7月1日 - カール・マルデン[1]、アメリカ合衆国の映画俳優（* 1912年）
- 7月1日 - オンニ・パラステ（Onni Palaste）、フィンランドの小説家（* 1917年）
- 7月1日 - 保田隆芳、日本の元競馬騎手、調教師【国営競馬/日本競馬会/日本中央競馬会所属】、日本調教師会元会長（* 1920年）
- 7月1日 - モリー・サグデン（Mollie Sugden）、イギリスの喜劇女優（* 1922年）
- 7月1日 - リュドミラ・ズィキナ、ロシア連邦のフォークソングシンガー（* 1929年）
- 7月1日 - アレクシス・アルゲリョ、ニカラグアの元プロボクシング選手（元WBA世界フェザー級チャンピオン）、マナグア市長（* 1952年）
- 7月1日 - マルワ・シェルビニ（Marwa El-Sherbini）、エジプトの薬剤師（* 1977年）
- 7月2日 - ティエブ・メータ（Tyeb Mehta）、インドの画家（* 1925年）
- 7月2日 - ディアナ・ピアソラ、アルゼンチンの詩人、作家。アストル・ピアソラの娘（* 1943年）
- 7月2日 - スーザン・フェルナンデス（Susan Fernandez）、フィリピン出身の歌手（* 1950年）
- 7月3日 - ホルヘ・エンリケ・アドウム（Jorge Enrique Adoum）、エクアドルの詩人（* 1926年）
- 7月4日 - 鈴木ヨチ、元北海道ウタリ協会（現・北海道アイヌ協会）理事（* 1926年）
- 7月4日 - アレン・クライン（Allen Klein）、アブコ・レコードオーナー、ビートルズ/ザ・ローリング・ストーンズの元マネージャー（* 1931年）
- 7月4日 - ジャン＝バプティスト・タティ・ルタール（Jean-Baptiste Tati Loutard）、コンゴ共和国の詩人、政治家（* 1938年）
- 7月4日 - ロベール・ルイ＝ドレフュス（Robert Louis-Dreyfus） - フランスの実業家、元アディダスCEO（* 1946年）
- 7月4日 - スティーブ・マクネア、アメリカ合衆国のアメリカンフットボール選手（* 1973年）
- 7月4日 - 趙城玉（朝鮮語版）、大韓民国の元ロッテ・ジャイアンツの外野手（* 1961年）
- 7月5日 - 土居健郎、精神医学者、元東京大学教授・国立精神衛生研究所所長（* 1920年）
- 7月5日 - ハーン・ムハンマド（Khan Mohammad）、パキスタンのクリケット選手（* 1928年）
- 7月5日 - ワルドー・フォン・エリック、カナダのプロレスラー（* 1933年）
- 7月5日 - 内藤隆福、日本の実業家、元オリンパス光学工業社長・会長（* 1905年）
- 7月5日 - 矢尾板賢吉、漫画家（* 1940年）
- 7月5日 - 野上幸寿、ノルディックスキー選手（* 1982年）
- 7月6日 - ロバート・マクナマラ、アメリカ合衆国の実業家、政治家、第8代アメリカ合衆国国防長官（* 1916年）
- 7月6日 - ブレディン・ウィリアムズ（Bleddyn Williams）、ウェールズのラグビー選手（* 1923年）
- 7月6日 - 松田圭二、能楽師（* 1928年）
- 7月6日 - ワシリー・アクショーノフ、ロシアの小説家（* 1932年）
- 7月6日 - マシュー・モンクール（Mathieu Montcourt）、フランスのプロテニス選手（* 1985年）
- 7月7日 - リーダー・ハリス（Reader Harris）、イギリスの政治家（保守党）、元庶民院代議士（* 1913年）
- 7月7日 - 勝野七奈美、日本のファッションデザイナー、元ファッションモデル（* 1979年）
- 7月8日 - オッド・ビアジーニ（Oddo Biasini）、イタリアの政治家、第7代、第8代文化財・文化活動大臣（* 1917年）
- 7月8日 - エドワード・ケンナ（Edward Kenna）、オーストラリアの元軍人（* 1919年）
- 7月8日 - 川喜田二郎、文化人類学者、KJ法考案者（* 1920年）
- 7月8日 - 小泉時、随筆家、小泉八雲の孫（* 1925年）
- 7月9日 - 平岡正明、評論家（* 1941年）
- 7月10日 - 安川敬二、日本の実業家、元安川電機会長・社長、元日本電機工業会会長（* 1916年）
- 7月10日 - マンフレート・ヨッフム（Manfred Jochum）、オーストリアのラジオジャーナリスト（* 1942年）
- 7月11日 - 任継愈（任继愈）、中華人民共和国の哲学者（* 1916年）
- 7月11日 - 遠藤彰、神学者（* 1920年）
- 7月11日 - レグ・フレミング（Reg Fleming）、カナダのプロアイスホッケー選手（* 1936年）
- 7月11日 - 松永高司、日本の実業家、元全日本女子プロレス代表取締役会長（* 1936年）
- 7月11日 - アルツロ・ガッティ、カナダのプロボクシング選手、元WBCスーパーライト級チャンピオン（* 1972年）
- 7月11日 - マヌエル・カラスカラン（Manuel Carrascalão）、東ティモールの政治家（* 1933年）
- 7月12日 - ジーモン・ヴィンケノーグ（Simon Vinkenoog）、オランダの詩人（* 1928年）
- 7月12日 - ニコラ・スタンチェフ、ブルガリアのプロレスラー、メルボルンオリンピック金メダリスト（* 1930年）
- 7月12日 - ドナルド・マコーミック（Donald MacCormick）、スコットランドのジャーナリスト（* 1939年）
- 7月12日 - クリストファー・プラウト（Christopher Prout, Baron Kingsland） - イギリスの政治家（保守党）（* 1942年）
- 7月12日 - マリア・デル・カルメン・ボウサダ・デ・ララ（Maria del Carmen Bousada de Lara） - スペインの世界最高齢出産者（* 1940年）
- 7月12日 - モニカ・ハヴェルカ、アメリカ合衆国のボート選手、バスケットボール選手、（* 1956年）
- 7月12日 - アルマズ・タシエフ、キルギスタンのジャーナリスト（*?年）
- 7月13日 - 香取希代子、フラメンコダンサー、日本フラメンコ協会名誉会長（* 1920年）
- 7月13日 - カーメン・ブラッカー、イギリスの日本学者（* 1924年）
- 7月13日 - アミーン・アル＝ハフェズ（Amin al-Hafez）、レバノンの政治家、元首相（* 1926年）
- 7月13日 - アブドゥッラー・アブダ・ラーマン・ジャブリン（Abdullah Abdah Rahman Jabrin）、サウジアラビアの科学者（* 1933年）
- 7月13日 - 古賀耕児、洋画家（* 1931年）
- 7月13日 - ウマ・アールトネン、フィンランドの作家（* 1940年）
- 7月14日 - サム・チャーチ（Sam Church） 、アメリカ合衆国の鉱山労働者、アメリカ鉱山合同組合代表（* 1936年）
- 7月15日 - ズビグニエフ・ザパシエヴィッツ（Zbigniew Zapasiewicz）、ポーランドの俳優（* 1934年）
- 7月15日 - ブライアン・グッドウィン、カナダの生物学者、数学者（* 1931年）
- 7月15日 - 佐藤道夫、日本の政治家、弁護士、元参議院議員、元札幌高等検察庁検事長（* 1932年）
- 7月15日 - ナタリア・エステミロワ（Natalia Estemirova）、ロシア連邦のジャーナリスト・人権運動家（* 1959年）

## （16日 - 31日）
- 7月16日 - D・K・パッタマル（D. K. Pattammal）、インドの民族音楽家（* 1919年）
- 7月16日 - 平井卓志、日本の元政治家、実業家、元自由民主党参議院議員、第50代労働大臣、四国新聞社社主、西日本放送社長（* 1931年）
- 7月16日 - 石井信平、ジャーナリスト（* 1942年）
- 7月17日 - ジャン・マルジョー、モーリシャスの枢機卿（* 1916年）
- 7月17日 - コ・ミヨン、韓国の登山家（* 1967年）
- 7月17日 - ウォルター・クロンカイト、アメリカ合衆国のニュースキャスター（* 1916年）
- 7月17日 - メイア・アミット（Meir Amit）、イスラエルの軍人、政治家。元イスラエル諜報特務庁長官（* 1921年）
- 7月17日 - レシェク・コワコフスキ、ポーランドの思想家（* 1927年）
- 7月18日 - ヘンリー・アリンガム、イギリスのスーパーセンテナリアン、元軍人、男性長寿世界一の人物（* 1896年）
- 7月18日 - 山田豊三郎、日本の政治家、元滋賀県大津市長（* 1922年）
- 7月19日 - カレン・ハルプ、デンマークの競泳選手（* 1924年）
- 7月19日 - スー・バーンズ（Sue Burns）、アメリカ合衆国の実業家、MLBサンフランシスコ・ジャイアンツ筆頭オーナー（* 1950年）
- 7月19日 - ヘンリー・サーティース、イングランドのレーシングドライバー（* 1991年）
- 7月20日 - 安田隆明、日本の政治家、元参議院議員、第35代科学技術庁長官（* 1916年）
- 7月20日 - 緑川亨、岩波書店元社長（* 1924年）
- 7月20日 - 山門敬弘、日本の小説家
- 7月21日 - ガングバイ・ハンガル（Gangubai Hangal）、インドの歌手、ヒンドゥスターニー音楽の歌い手（* 1913年）
- 7月21日 - ネルソン・デマルコ、アルゼンチンのバスケットボール選手（* 1925年）
- 7月21日 - ジャック・ル・ゴフ、フランスの馬術選手、軍人（* 1931年）
- 7月21日 - 若杉弘、指揮者（* 1935年）
- 7月21日 - 金田伊功、アニメーター（* 1952年）
- 7月21日 - マルセル・ヤコブ、スウェーデンのミュージシャン、タリスマンメンバー（* 1964年）
- 7月22日 - アンドレ・ファルコン（André Falcon）、フランスのコメディアン（* 1924年）
- 7月22日 - 西沢由郎、俳優（* 1928年）
- 7月22日 - 高久進、脚本家（* 1933年）[2]
- 7月22日 - マーク・ルデック、カナダのボクサー、バルセロナオリンピック銀メダリスト（* 1962年）
- 7月22日 - アベフトシ、ギタリスト、元thee michelle gun elephantメンバー（* 1966年）
- 7月22日 - マルコ・アントニオ・ナザレス（Marco Antonio Nazareth）、メキシコのプロボクシング選手（* 1986年）
- 7月23日 - イェスタ・ヴェルナー（Gösta Werner）、スウェーデンの映画監督（* 1908年）
- 7月23日 - 佐藤志満、歌人（* 1914年）
- 7月24日 - 越智公夫、日鉱不動産元社長（* 1915年）
- 7月24日 - オマル・ダニ（Omar Dhani）、元インドネシア空軍最高司令官（* 1924年）
- 7月24日 - 森岡孝、日本の政治家、元北海道奈井江町長（* 1927年）
- 7月24日 - 桜井寛、日本の外交官、元在ジャマイカ特命全権大使（* 1941年）
- 7月24日 - 鈴木完一郎、演出家（* 1948年）
- 7月24日 - フランシスク・コロン、元リヨン市長（* 1910年）
- 7月25日 - ハリー・パッチ、第一次世界大戦時の英国陸軍兵士、元英国在郷軍人会会長（* 1898年）
- 7月25日 - イタロ・ロマニョーリ（Italo Romagnoli）、イタリアのサッカー選手（ラツィオ、フィオレンティーナ等に所属）（* 1916年）
- 7月25日 - ヤスミン・アフマド（Yasmin Ahmad）、マレーシアの映画監督（* 1958年）
- 7月25日 - バーノン・フォレスト、アメリカのプロボクシング選手、元WBC世界スーパーウェルター級王者（* 1971年）
- 7月26日 - マース・カニンガム、アメリカ合衆国の振付師（* 1919年）
- 7月26日 - 山田辰夫、日本の俳優（* 1956年）
- 7月27日 - 村田健郎、TAC開発メンバー、元図書館情報大学教授（* 1923年）
- 7月27日 - ジョージ・ラッセル（英語版）、アメリカ合衆国の作曲家・ジャズピアニスト（* 1923年）
- 7月27日 - 藤波重満、能楽師（* 1932年）
- 7月28日 - 川村カオリ、日本のロック歌手、ファッションモデル（* 1971年）
- 7月29日 - 松原泰道、臨済宗僧侶（* 1907年）
- 7月29日 - 卓琳（卓琳）、鄧小平の妻、革命運動家（* 1916年）
- 7月29日 - ガヤトリ・デヴィ（Gayatri Devi）、インド・ジャイプルの藩王マン・シン（Sawai Man Singh II of Jaipur）の王妃（* 1919年）
- 7月25日 - 本山秀昭、日本のバドミントン選手、1992年バルセロナオリンピック代表（* 1969年）
- 7月30日 - 野崎泰一、日本の実業家、広島東洋カープ元取締役球団代表（* 1923年）
- 7月30日 - ペーター・ツァデク（Peter Zadek）、ドイツの演出家、舞台監督（* 1926年）
- 7月30日 - 露崎元弥、日本の元プロ野球審判員、元プロボクサー（* 1928年）
- 7月30日 - 米谷美久、オリンパス光学工業元常務取締役（* 1933年）
- 7月30日 - ユーリ・クルネニン（Yuri Kurnenin）、ベラルーシ（旧ソ連）のサッカー監督、元選手（* 1954年）
- 7月30日 - 呂鴛九、北朝鮮祖国統一民主主義戦線議長
- 7月31日 - 金東振、韓国の作曲家（* 1913年）
- 7月31日 - 竹村哲男、高圧物理学者（* 1923年）
- 7月31日 - ジャン＝ポール・ルシヨン（Jean-Paul Roussillon）、フランスの喜劇俳優（* 1931年）
- 7月31日 - ボビー・ロブソン、サッカーイングランド代表元選手／監督（* 1933年）
- 7月31日 - ムハマド・ユースフ（Mohammed Yusuf）、ナイジェリアの宗教指導者（* 1970年）
- 7月31日 - 王屾、中国のバスケットボール選手（* 1990年）